# Zjosselina Maiga
Zjosselina Alievna Maiga (Russisch: Жосселина Алиевна Майга) (Rostov aan de Don, 30 april 1996) is een Russisch basketbalspeelster die uitkomt voor het nationale team van Rusland. Ze is Meester in de sport van Rusland.

## Carrière
In 2016 ging Maiga spelen voor Nadezjda Orenburg. In 2016 stond ze met die club in de finale van de EuroLeague Women. Ze speelde de finale in Istanboel tegen UMMC Jekaterinenburg uit Rusland maar verloor die finale met 69-72. In 2019 won ze de EuroCup Women door in de finale te winnen van Basket Lattes-Montpellier uit Frankrijk met een totaalscore van 146-132 over twee wedstrijden. In 2019 ging ze spelen voor Gorzów Wielkopolski in Polen. Na één seizoen keerde ze terug naar Rusland om te gaan spelen voor Dinamo Koersk. In 2021 ging ze spelen voor MBA Moskou. Met MBA Moskou werd ze het derde om het Landskampioenschap van Rusland in 2022. In 2023 ging ze spelen voor UMMC Jekaterinenburg. Met UMMC won ze twee keer het Landskampioenschap van Rusland in 2024 en 2025.
Met Rusland speelde Maiga op het Europees kampioenschap in 2017 en 2019.

## Privé
Haar vader komt uit Mali en haar moeder is Russisch.

## Erelijst
- Landskampioen Rusland: 2
  - Winnaar: 2024, 2025
  - Tweede: 2015, 2016, 2021
  - Derde: 2017, 2018, 2019, 2022
- Bekerwinnaar Rusland: 2
  - Winnaar: 2024, 2025
- EuroLeague Women:
  - Runner-up: 2016
- EuroCup Women: 1
  - Winnaar: 2019